# Miłkowice (gromada)
Miłkowice – dawna gromada, czyli najmniejsza jednostka podziału terytorialnego Polskiej Rzeczypospolitej Ludowej w latach 1954–1972.
Gromady, z gromadzkimi radami narodowymi (GRN) jako organami władzy najniższego stopnia na wsi, funkcjonowały od reformy reorganizującej administrację wiejską przeprowadzonej jesienią 1954 do momentu ich zniesienia z dniem 1 stycznia 1973, tym samym wypierając organizację gminną w latach 1954–1972.
Gromadę Miłkowice z siedzibą GRN w Miłkowicach utworzono – jako jedną z 8759 gromad na obszarze Polski – w powiecie legnickim w woj. wrocławskim, na mocy uchwały nr 18/54 WRN we Wrocławiu z dnia 2 października 1954. W skład jednostki weszły obszary dotychczasowych gromad Miłkowice, Siedliska i Grzymalin ze zniesionej gminy Grzymalin w tymże powiecie. Dla gromady ustalono 27 członków gromadzkiej rady narodowej.
31 grudnia 1961 ze wsi Siedliska w gromadzie Miłkowice wyłączono część gruntów o powierzchni 301,70 ha, włączając je do wsi Gniewomirowice w gromadzie Ulesie w tymże powiecie.
1 lipca 1968 do gromady Miłkowice włączono obszary zniesionych gromad Rzeszotary (oprócz wsi Miłogostowice i Piątnica) i Ulesie (oprócz wsi Jaszków, Białka i Pawłowice Małe) w tymże powiecie.
Gromada przetrwała do końca 1972 roku, czyli do kolejnej reformy gminnej. 1 stycznia 1973 w powiecie legnickim utworzono gminę Miłkowice.